# تفویض
تفویض، اختصاص دادن و انتقال مسئولیت یا قدرت (اختیار) به یک فرد دیگر، برای انجام فعالیت‌های مشخص است. معمولاً اختیار یا قدرت، از رئیس یا مدیر، به یک زیردست، منتقل می‌شود.
تفویض، یکی از مفاهیم کلیدی مدیریت و رهبری است. فردی که انجام کاری را به دیگری تفویض یا محول می‌کند، دربارهٔ پیامد و نتیجهٔ کار محول‌شده، پاسخگو و مسئول خواهد بود. تفویض اختیار به فرد زیردست یا شخصی که در ردهٔ پایین‌تر از مدیر قرار دارد، قدرت تصمیم‌گیری می‌دهد و تصمیم‌گیری را از سطح سازمانی و مدیریتی، به سطحی پایین‌تر منتقل می‌نماید. متضاد و مخالف تفویض اختیار صحیح و به‌جا، مدیریت میکرو است.
به‌طور کلی، تفویض اختیار و قدرت تصمیم‌گیری، کار مفید و ارزشمندی است که می‌تواند در زمان و هزینه صرفه‌جویی کند. از سوی دیگر، تفویض اختیار نامناسب و نادرست، در هر دو طرف تفویض (مدیر و زیردست) به حس ناامیدی، ناکارآمدی، درماندگی و سردرگمی منجر می‌شود. برخی از کارکنان ممکن است تفویض اختیار را نپسندند و آن را خسته‌کننده و سنگین بدانند. 
تفویض اختیار مؤثر، نیازمند انتخاب فرد مناسب برای انتقال اختیار و قدرت تصمیم‌گیری، اعتماد و باور به آن فرد و دیگر کارکنان، و نیز ارائهٔ منابع و پشتیبانی لازم به فرد مورد نظر و کارکنان دیگر است. تفویض اختیار و قدرت، واگذاری اختیار و قدرت تصمیم‌گیری به فردی در ردهٔ پایین‌تر سازمان است و برای انجام درست آن، لازم است اختیار، قدرت و کارهایی که واگذار خواهند شد، دقیقاً مشخص گردند؛ فرد، افراد یا بخشی که کار و مسئولیت را برعهده می‌گیرد، تعیین شود و نسبت به توجیه و تفهیم مسئولیت و الزام به پاسخگویی به فرد یا افراد مورد نظر، اقدام گردد. مدیران مختلف، بسته به شخصیت و سلیقهٔ خود، ممکن است به تفویض اختیار بسیار مایل باشند یا آن را اصلاً نپسندند یا در میانهٔ این پیوستار (طیف) قرار گیرند. در برخی از موارد، در صورت عدم تمایل مدیر به تفویض اختیار، ممکن است سازمان دچار بحران گردد.